# Applikate

z-Achse als 3. Dimension

Die Applikate ist die dritte Koordinate bzw. dritte räumliche Achse (oft z-Achse) im räumlichen kartesischen Koordinatensystem. Sie ist der Abstand von der durch Abszisse und Ordinate (zweidimensionales kartesisches Koordinatensystem) gebildeten Ebene.
Sie wird oft zur Kennzeichnung der Höhe eines Punktes im Raum benutzt. 